# 斯維亞托希爾斯克
斯維亞托希爾斯克（羅馬化：Sviatohirsk，發音：[sʲwʲɐtoˈɦ⁽ʲ⁾irsʲk] ⓘ）是乌克兰東部顿涅茨克州克拉马托尔斯克区斯维亚托希尔斯克市镇内的城市及该市镇的行政中心，2020年7月18日前隶属于斯洛维扬斯克市议会。該市位於頓涅茨河畔，距離州府頓涅茨克117公里，始建於1571年，面積8.26平方公里，海拔高度66米，2022年人口数量为4,226人。

## 城市名称
此地在1964-2003年间稱為斯拉維揚諾戈尔斯克，在1964年前則稱為班諾耶。現名來自當地的圣山拉伏拉。

## 历史
2022年6月7日，俄罗斯国防部长表示已完全占领该市。9月10日，隨著烏克蘭哈爾科夫反攻，烏克蘭軍隊重新控制該市。

## 友好城市
- 美国 伊斯頓（2023年3月24日）

## 图集

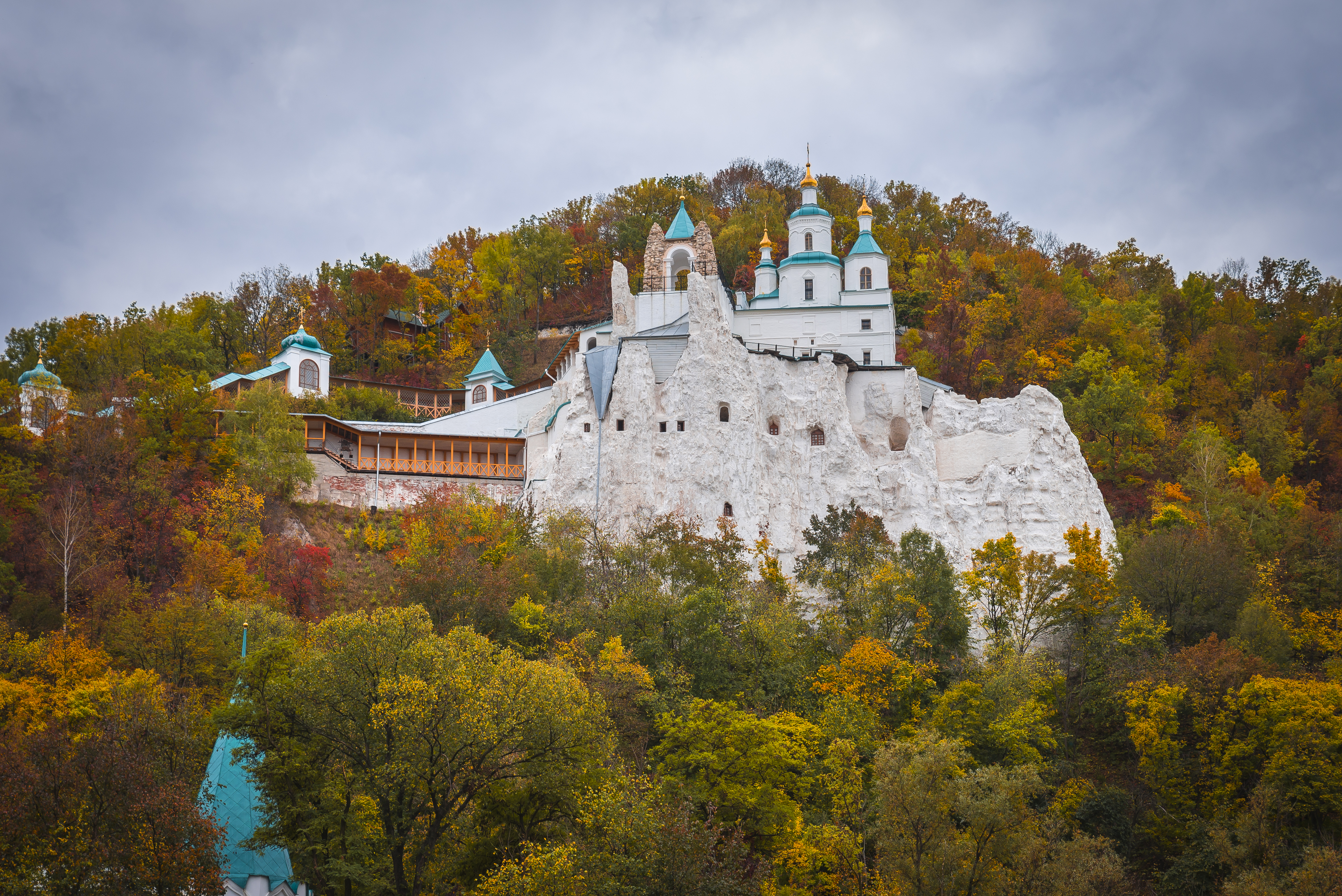
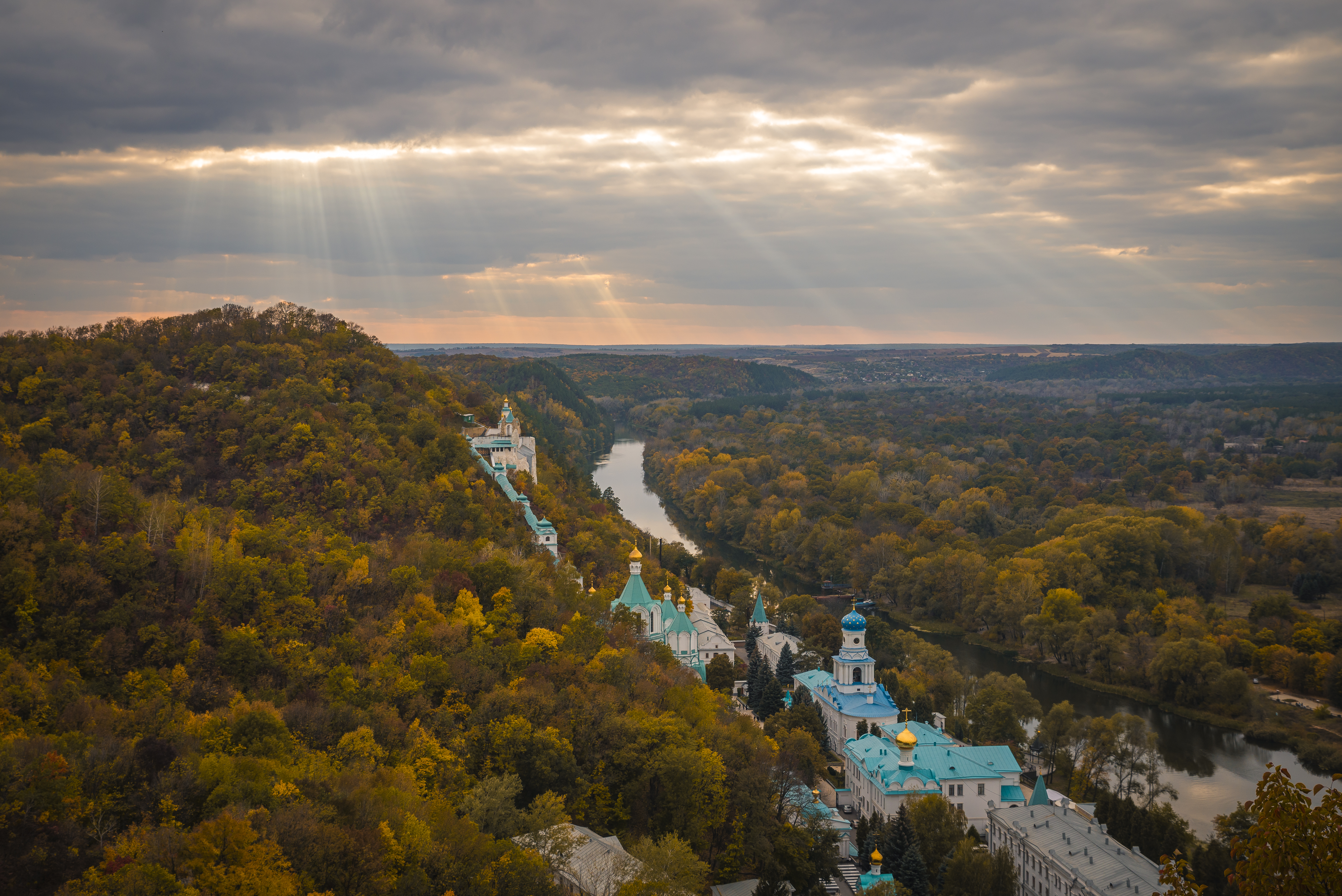
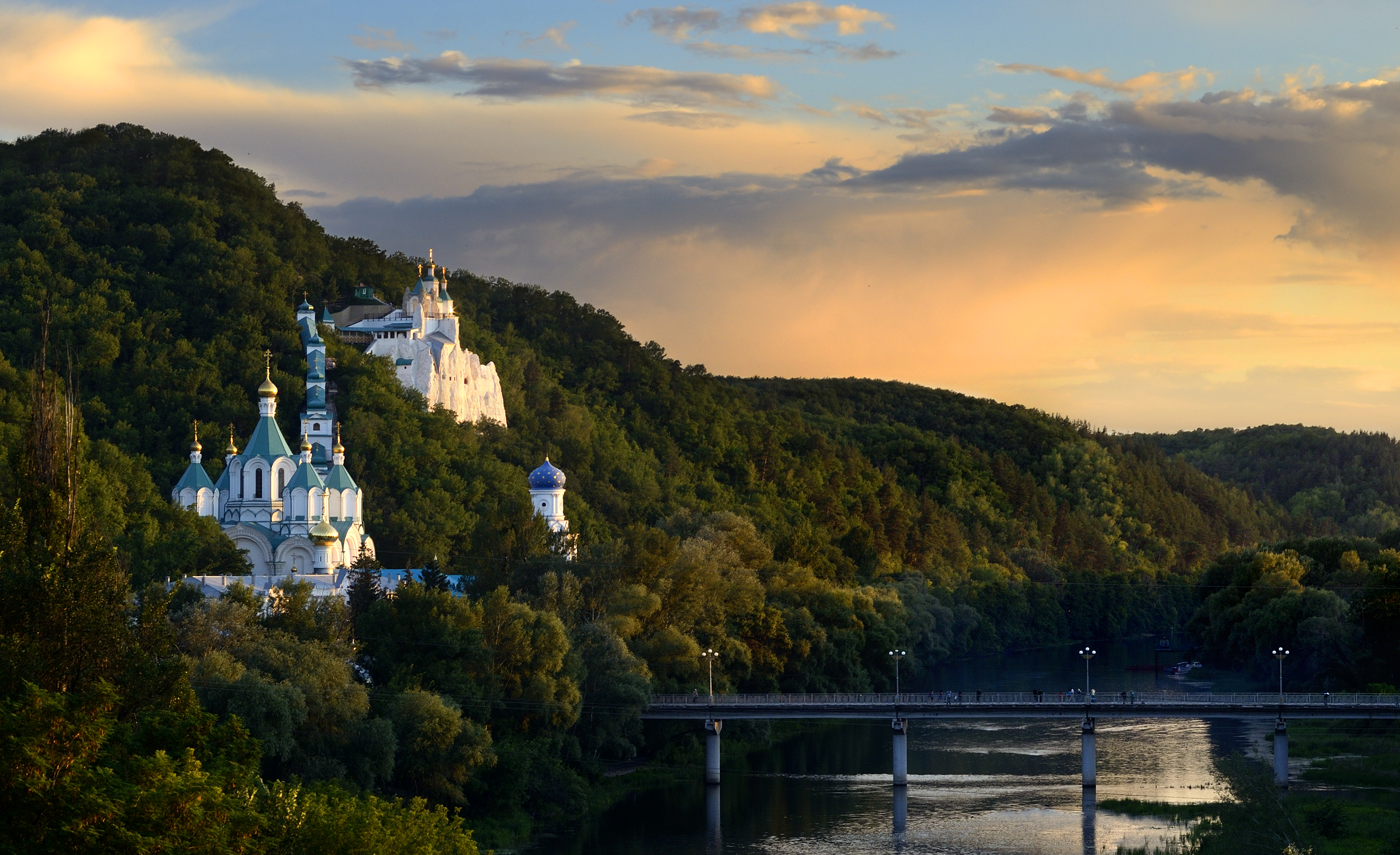
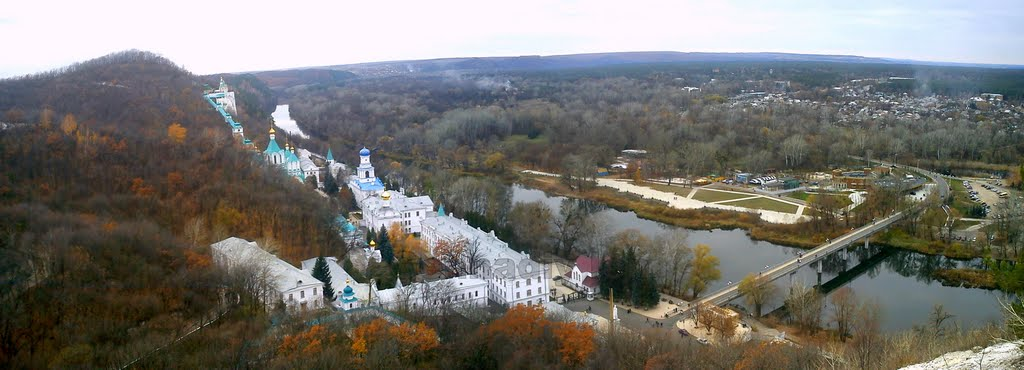
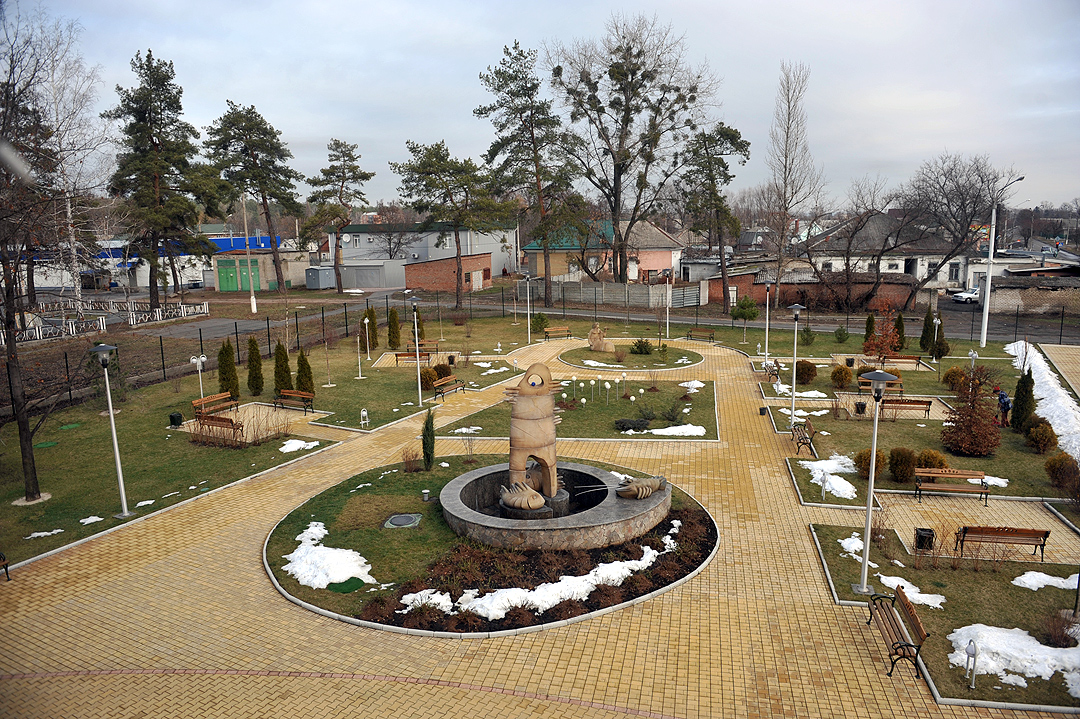
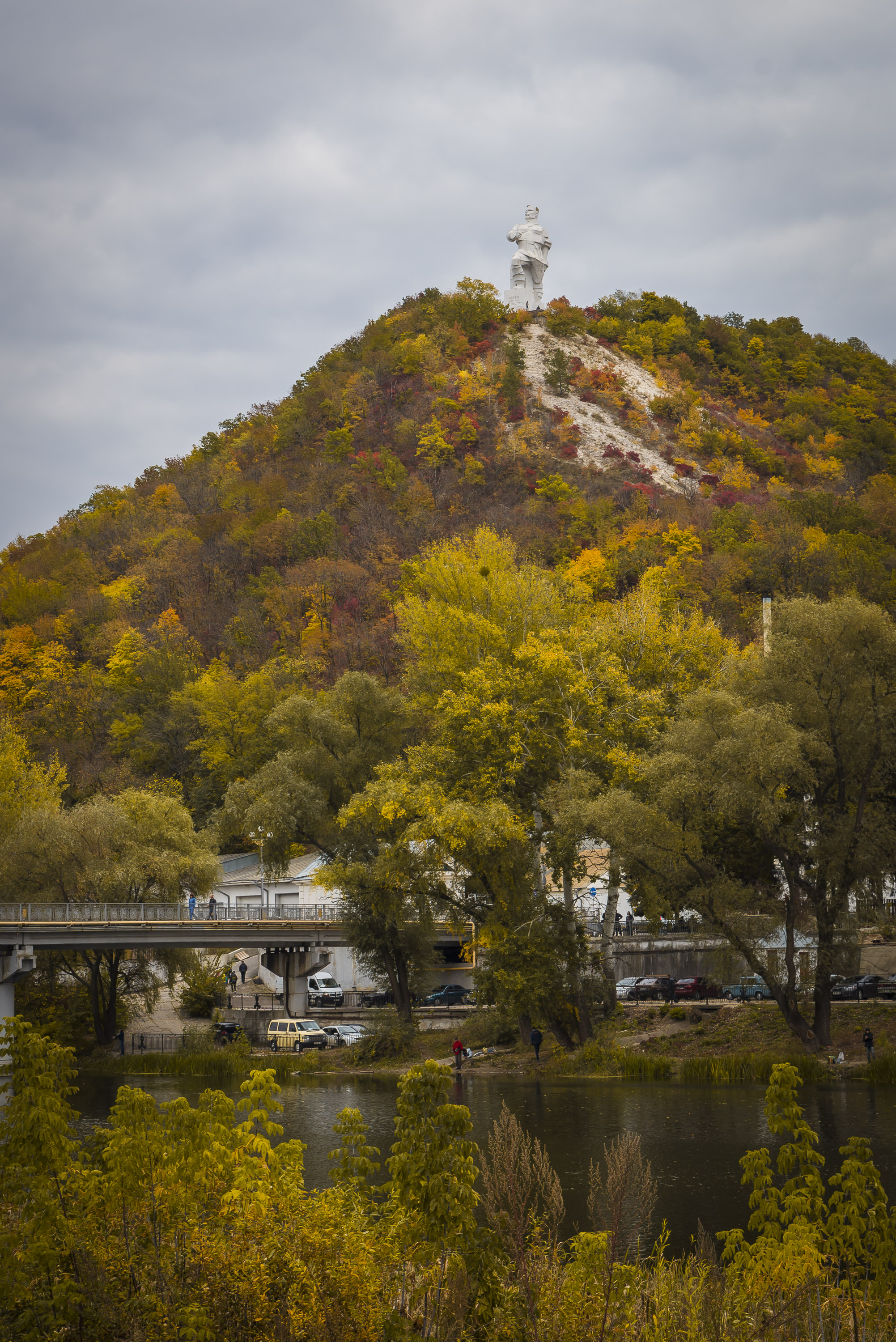